# 回送
回送、廻送（かいそう）とは、鉄道車両、バス、自動車などを空のまま他の場所に移動させることである。コンテナ輸送に用いる輸送コンテナ（海上コンテナ）にも回送を用いる。
航空業界の場合、航空機の回送はフェリーフライトまたはフェリーと呼称される（en:Ferry flying）。また、航空業界では航空機乗務員の空港間移動も回送（デッドヘッド、deadhead）という。船舶においては、回航の語を回送の意で用いる場合がある。

## 交通機関
回送中の車両は回送車、鉄道車両の場合は特に回送列車と呼ばれる。

### 鉄道・バス
日本では車両に乗車できないことを旅客に示すために、行先表示器などに「回送」などと表示する。英語表記では「Out of Service」「Not in Service」と表記される。
一部のバスでは「すみません回送中です」「ごめんなさい回送中です」などと表示される場合がある。「すみません回送中です」は、南部バス、函館バス、京阪京都交通、神姫バス、岡山電気軌道、両備バスなどで使用されている。宮崎交通では「すみません回送中です」を使用している中で、1台だけ「すんません回送中です」と宮崎弁を用いるバスが存在する。これらの表示は通常の「回送」表示とは別に用意されており、使い分けは運転手の判断に任せられている。
回送便の運行では収入がなく、運行費用が全額コストとなる。路線バス事業者によっては運行のうちの20パーセント以上が回送便で占められる例もあるとされる一方で、民間最安の賃率を補助金なしで実現している宇野自動車では、コスト削減のために回送便の割合を2パーセントまで抑え込んでいる。

#### 回送車両が人を運ぶ場合
日本の鉄道会社では、車両基地の見学会などで回送列車への乗車体験を行うことがある。
バスでは、回送表示の車両が営業運転前の早朝、職員を各営業所へ送迎することもある。

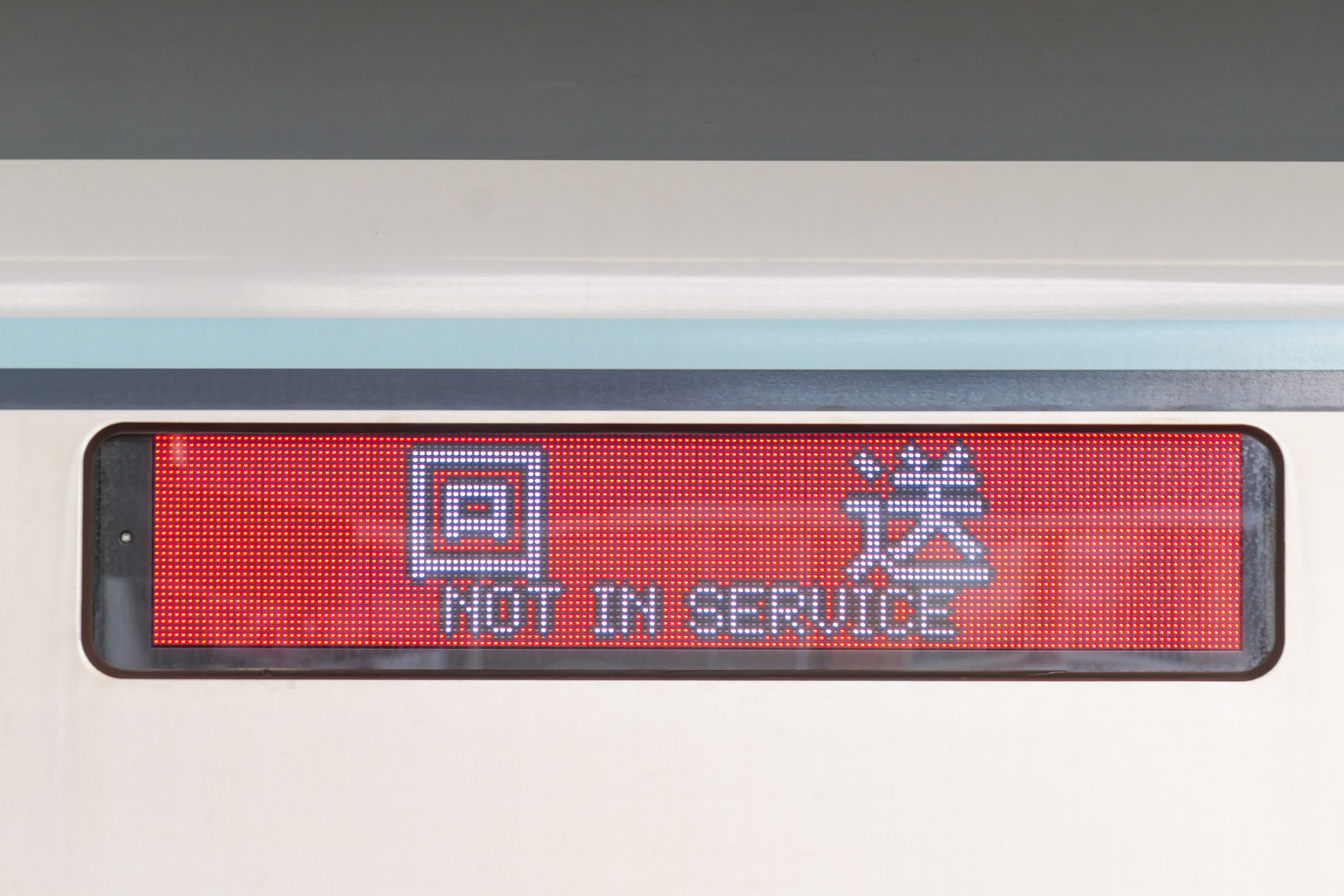
日本の鉄道における回送表示（NOT IN SERVICE、東京メトロ13000系電車）
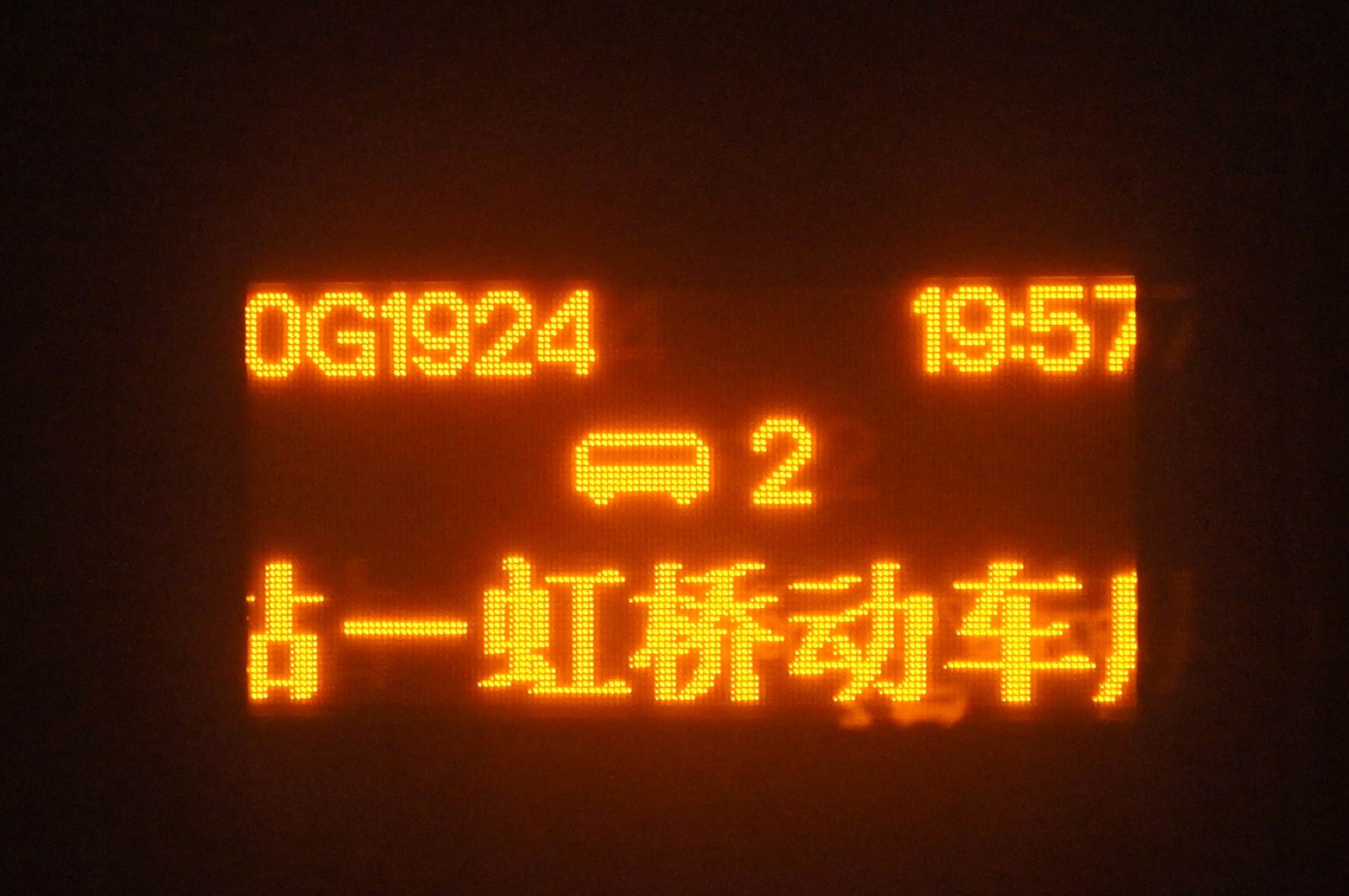
中国鉄道では回送列車の番号の前に「0」を追加（上海虹橋駅-虹橋電車所）
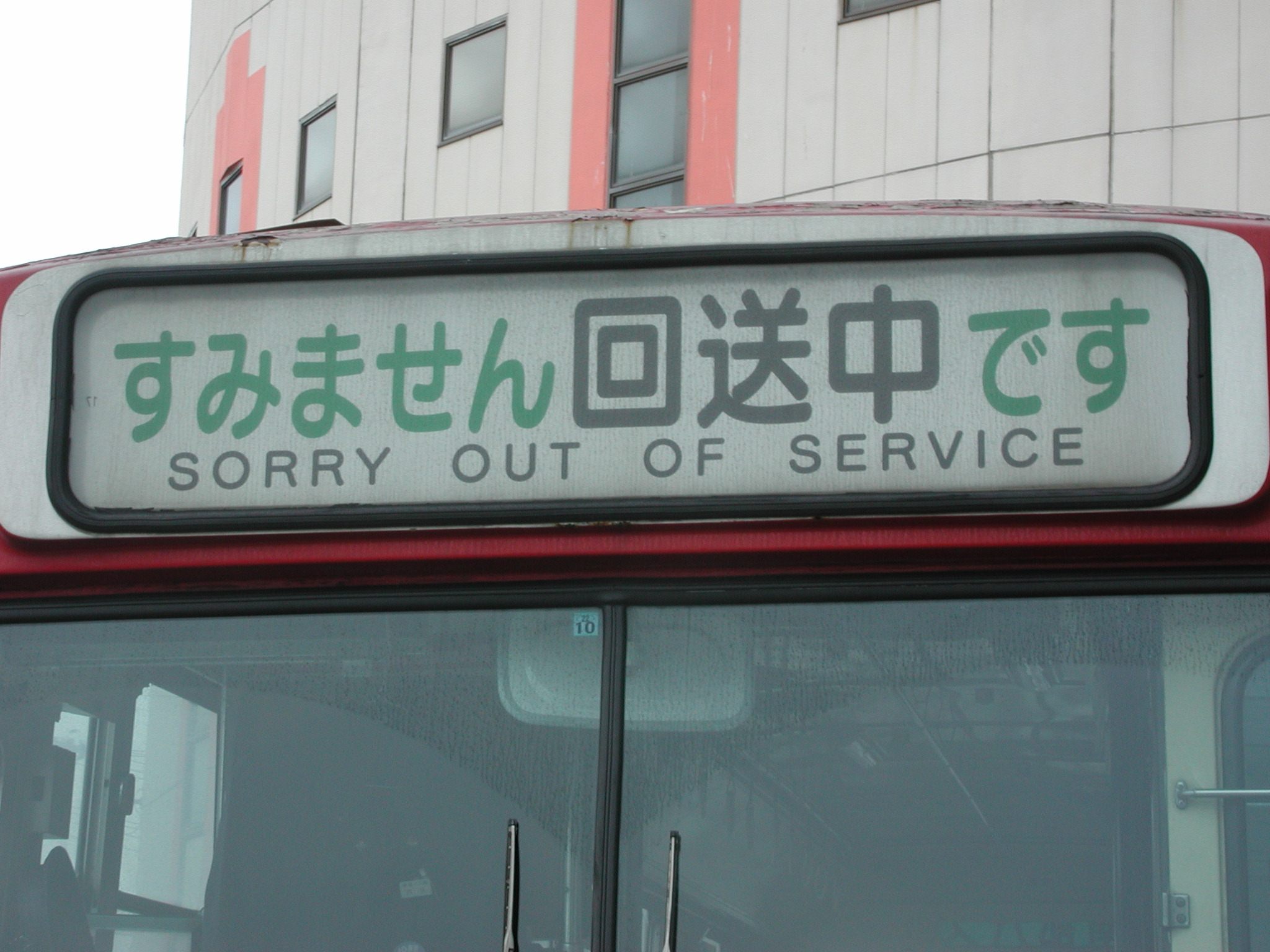
南部バスの「すみません回送中です」表示（日英併記）
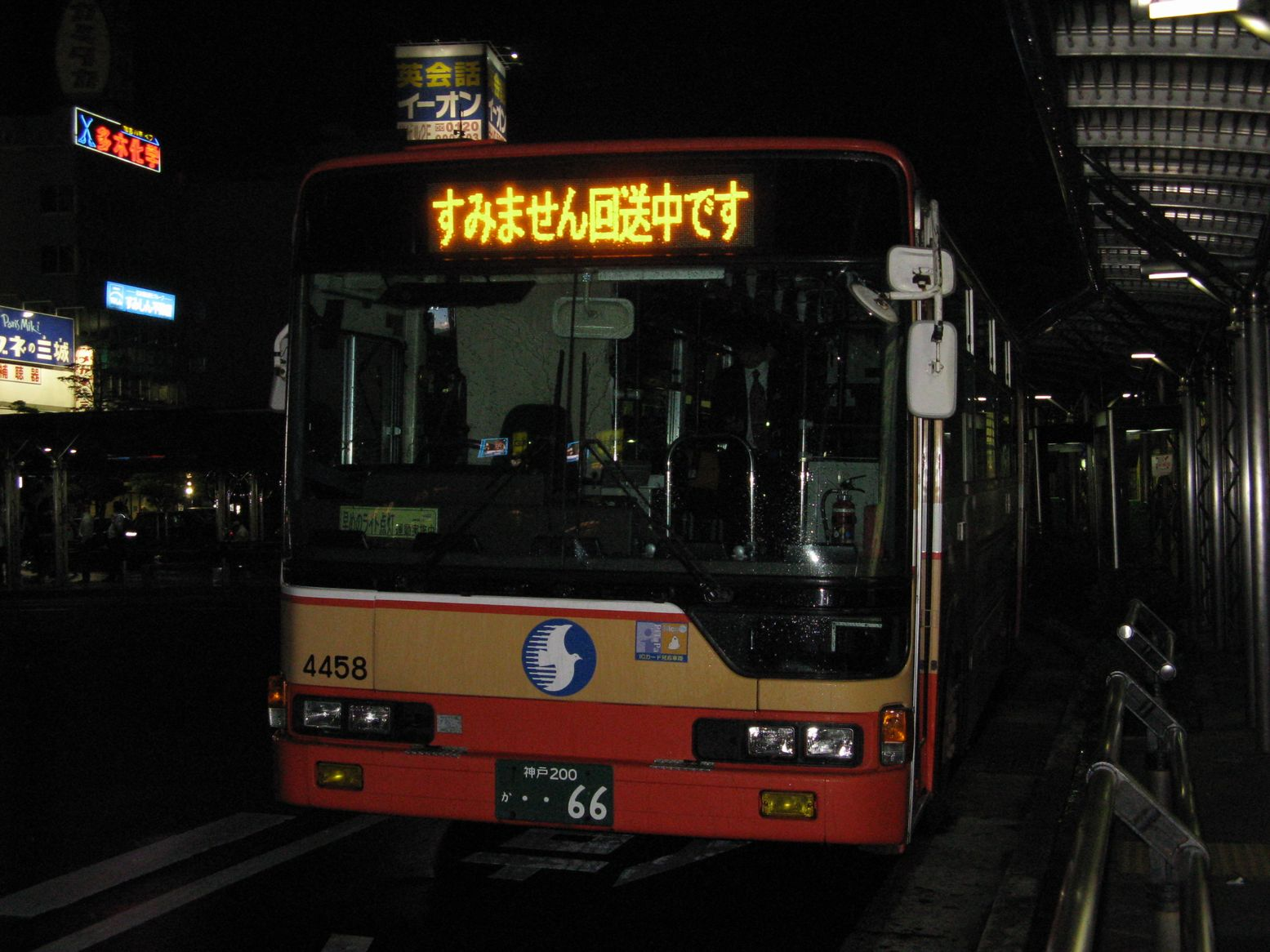
神姫バスの「すみません回送中です」表示
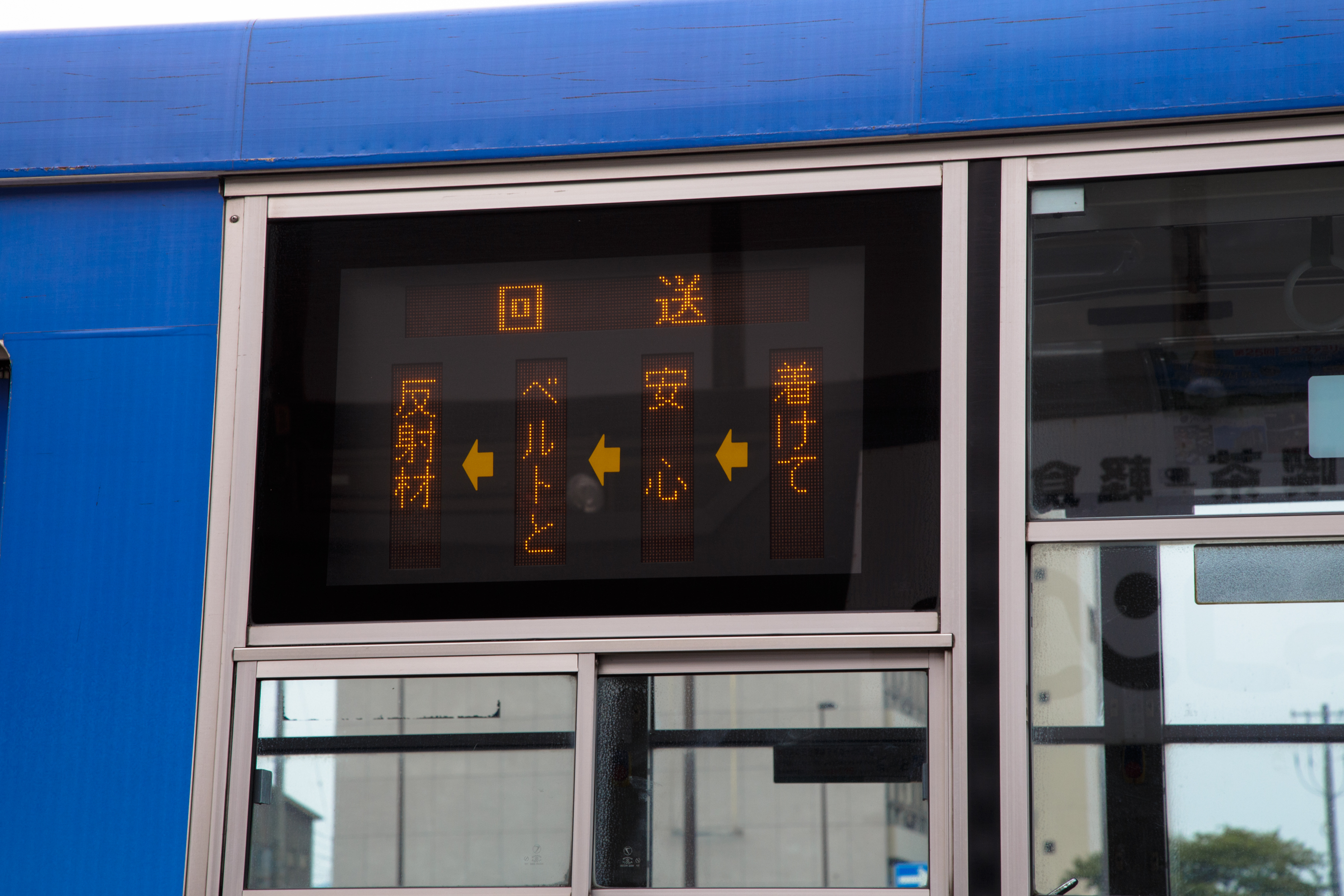
回送「着けて 安心 ベルトと 反射材」表示

### タクシー
基本的には実空車表示器（いわゆるスーパーサイン）に表示させるが、法令等では「回送板」と呼称されることが多い。
タクシー業界では業務上の隠語として、「海藻」とかけて「ワカメ」と呼ぶ場合もある。

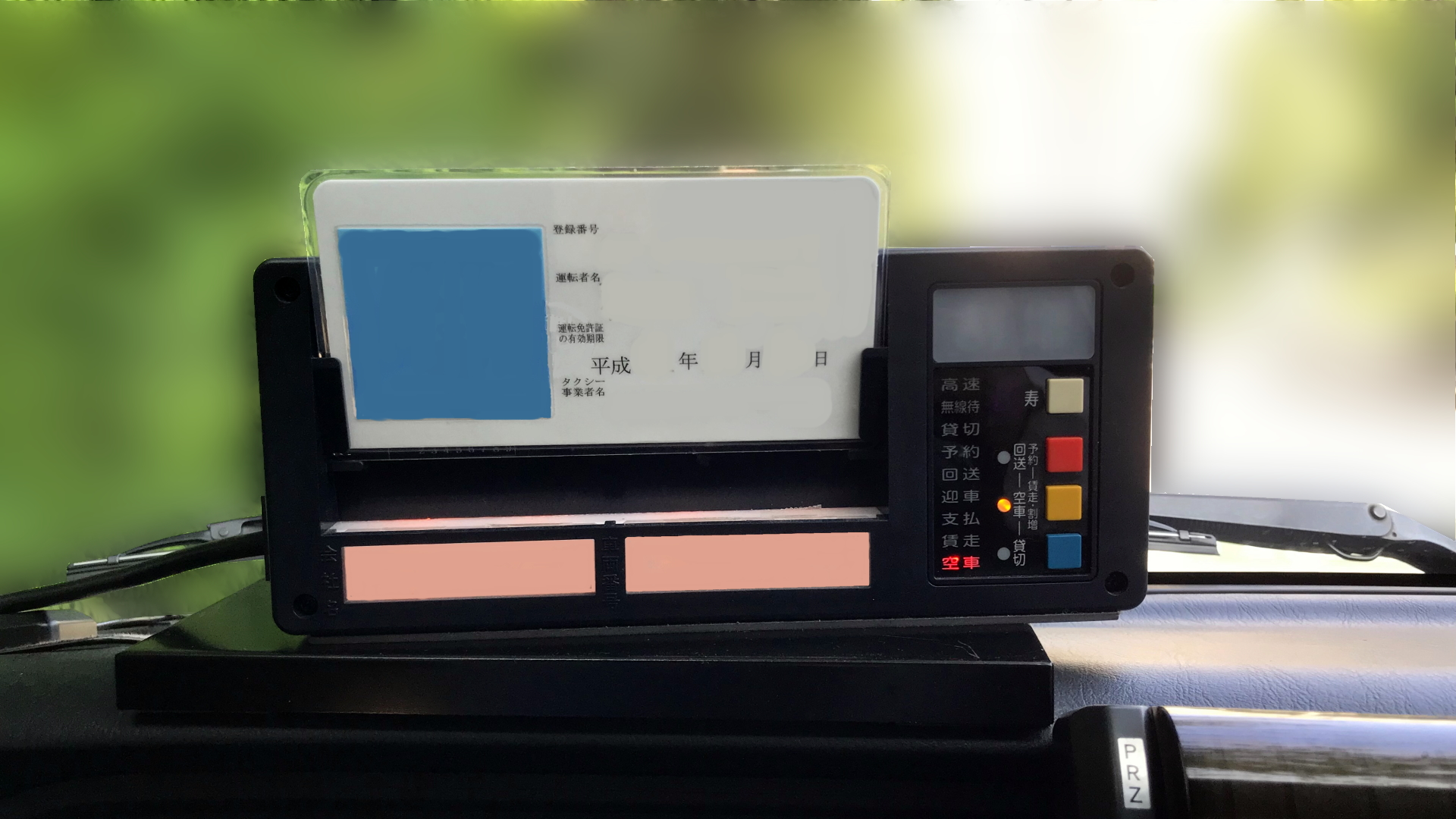
ボタン式実空車表示器の例。 赤いボタンを押すと回送に切り替えることができる[注釈 1]。

### 航空業界
航空業界では連続するフライトで構成される一つの勤務日程を任務とし、任務調整のために乗務員が空港間を移動することも回送（デッドヘッド、deadhead）という。

## カーシェアリング
カーシェアリングには、借りた場所に自動車を返却しなければならないラウンドトリップ式（ラウンドトリップ型カーシェアリング）と、乗り捨てが可能なワンウェイ式（ワンウェイ型カーシェアリング）があり、ワンウェイ式のカーシェアリングの場合は回送が必要になるためそのためのコストがかかる。

## コンテナ
コンテナ輸送は輸送や荷役の規格化・効率化をもたらした一方、空コンテナの回送や保管は利益にならず費用負担が大きくなることから空コンテナのコストの最小化が課題となる。
2地点間のコンテナ輸送で往復の貨物量が等しく、コンテナ貨物のバンニングとデバンニングに時間がかからないと仮定すると、往路で利用したコンテナを復路で利用すれば空コンテナは発生しない。しかし、実際の貨物輸送では貨物量は時間によって変動し、コンテナが荷主間を移動するタイミングも一定ではない。空コンテナが不足した場合にはコンテナを他から回送してくるかリースコンテナなどを利用しなければならない（後者の場合はリースコストが発生する）。一方、空コンテナが増えたときは他に回送するか、その場所（寄港地等）に蔵置のためのスペースと費用が必要となる（後者の場合は蔵置コストが発生する）。そのため各寄港地にある空コンテナに過不足がないよう合理的に回送する必要がある。